# Pehr Evind Svinhufvud
Pehr Evind Svinhufvud (ur. 15 grudnia 1861 w Sääksmäki, zm. 29 lutego 1944 w Luumäki) – fiński polityk, regent w (1918), premier (1930–1931) i prezydent Finlandii (1931–1937).

## Życiorys
Urodził się w Sääksmäki w należącej do szwedzkojęzycznej mniejszości fińskiej rodzinie staroszlacheckiej Svinhufvud af Qvalstad. Na uniwersytecie w Helsinkach studiował historię Rosji i Skandynawii, a następnie także prawo. Pracował następnie w Sądzie Apelacyjnym w Turku. W 1892 wybrano go do komisji senatu opracowującej ustawy, lecz po kilku latach zdecydował powrócić do pracy w sądzie w Turku. W 1902 zaangażował się w procesy sądowe wytaczane przeciw rosyjskiemu gubernatorowi generalnemu Bobrikowowi, na skutek czego został zwolniony z pracy razem z 15 innymi urzędnikami sądowymi.
Od roku 1907 pełnił funkcję przewodniczącego senatu fińskiego. Od listopada 1917 do maja 1918 został premierem pierwszego rządu niepodległej Finlandii. Od maja do grudnia 1918 był tymczasowym szefem państwa („Posiadaczem najwyższej władzy”), a następnie regentem i zwolennikiem współpracy z Niemcami, reprezentując poglądy monarchizmu. W latach 1930–1931 premier Finlandii, a w latach 1931–1937 prezydent kraju.
Był odznaczony m.in. Orderem Orła Białego (1935).